# Neotoxoptera sungkangensis
Neotoxoptera sungkangensis är en insektsart. Neotoxoptera sungkangensis ingår i släktet Neotoxoptera och familjen långrörsbladlöss. Inga underarter finns listade i Catalogue of Life.